# Gianfrancesco Gonzaga

Pisanello, Medaglia di Gianfrancesco I Gonzaga

Gianfrancesco Gonzaga (1º giugno 1395 – Mantova, 25 settembre 1444) fu dapprima V Capitano del Popolo di Mantova dal 1407 al 1433, quindi primo marchese di Mantova dal 1433 alla morte.

## Biografia
Gianfrancesco (o Gianfrancesco I), nato dal secondo matrimonio del padre Francesco, con Margherita Malatesta, al momento della morte del padre (avvenuta nel 1407) aveva solo 12 anni. Gianfrancesco venne riconosciuto signore di Mantova il 20 marzo 1407, e in attesa di raggiungere la maggiore età era stato nominato come tutore lo zio Carlo I Malatesta. Grazie alla politica filo-veneziana tenuta già dal padre e ora dallo zio, il piccolo Gianfrancesco venne posto sotto l'importante protezione della Serenissima (che inviò un contingente di 150 lance a protezione della città), che gli permise di trascorrere senza pericoli gli anni che lo separavano dalla maggiore età.
Gianfrancesco il 22 agosto 1409 sposò a Pesaro Paola Malatesta, figlia di Malatesta IV Malatesta, signore di Pesaro e di Fossombrone. Costei, di aspetto tutt'altro che avvenente, portò in dote ai Gonzaga una tara genetica che si trasmise anche alle generazioni successive: la gobba. Nonostante l'aspetto, Paola era però donna di acuto ingegno ed intelletto, ed ebbe un ruolo primario nelle scelte politiche del marito. In sua assenza Gianfrancesco designò il conte Carlo Albertini da Prato come suo sostituto nel governo della città. Fu in seguito incarcerato per avere tramato contro di lui.

### Le condotte militari
Con Gianfrancesco si inaugurò una tradizione di condotte militari che fece la fortuna della famiglia nelle generazioni successive. Egli militò a lungo sotto la bandiera veneziana ed accettò di militare per Milano solo quando quest'ultima si era alleata a Venezia. Grazie alle condotte militari Gianfrancesco arricchì il patrimonio personale e riuscì ad ottenere ampliamenti territoriali nelle zone di confine, occupando anche per un breve periodo i territori di Asola e Lonato, che per molte generazioni successive furono agognate dai Sovrani di Mantova. A queste terre si aggiunsero Bozzolo, Viadana, San Martino dall'Argine e Rivarolo, strappate alla famiglia cremonese dei Cavalcabò.
Nel 1418 Gianfrancesco ospitò a Mantova Papa Martino V, eletto dal Concilio di Costanza, che si trattenne fino al febbraio 1419.
L’11 agosto 1425 istituì la Fiera delle Grazie, presso la località Grazie in cui sorge il Santuario della Beata Vergine.
Grazie all'appoggio dei veneziani, di cui divenne comandante dell'esercito dopo la decapitazione nel 1432 del loro condottiero Francesco Bussone, Gianfrancesco ottenne l'ampliamento dello Stato verso occidente: gli furono cedute infatti, le terre di Lonato, Asola, Peschiera, Valeggio sul Mincio, Legnago, Nogarole Rocca, Castiglione, Castel Goffredo, Solferino, Isola Dovarese, Dosolo, Ostiano, Redondesco, Canneto, Sabbioneta, Volongo e Vescovato.

### Primo marchese di Mantova
il 6 Maggio, dopo un lungo inseguimento, finalmente Gianfrancesco ricevette il diploma imperiale dove riuscì a fregiarsi del titolo di primo marchese di Mantova. Questo titolo, che finalmente legittimava e faceva divenire ufficialmente ereditario il possesso di Mantova da parte della famiglia, gli costò l'esborso di ben 12.000 fiorini d'oro. L'imperatore Sigismondo scese a Mantova nel settembre del 1433 ed al culmine di una sfarzosa cerimonia (22 settembre) consegnò le insegne marchionali al Gonzaga. Lo stemma dei Gonzaga si arricchì della croce in rosso, accantonata dalle quattro aquile imperiali. Nella stessa occasione Gianfrancesco si legò ancor più alle politiche imperiali, siglando il fidanzamento del figlio primogenito (e futuro marchese), Ludovico, a Barbara di Brandeburgo, nipote dell'Imperatore.
Gli ultimi anni di vita del primo marchese di Mantova furono però poco felici: prima dovette assistere alla feroce rivalità tra i figli Ludovico e Carlo, poi un infelice cambio di politica, con l'avvicinamento a Milano e la conseguente guerra con Venezia, gli portò alcuni pesanti rovesci militari, con la conseguente perdita di alcune delle terre faticosamente conquistate in precedenza come Legnago, Nogarole Rocca; il successivo trattato di pace siglato a Cavriana (Pace di Cavriana o Pace di Cremona) il 20 novembre 1441 stabilì la cessione alla Serenissima dei possedimenti di Asola, Lonato, Valeggio sul Mincio e Peschiera oltre alla rifusione dei danni di guerra per la somma di 4.000 ducati d'oro.
Dal punto di vista della committenza artistica, Gianfrancesco Gonzaga è ricordato per aver incaricato Pisanello di affrescare una sala del Palazzo Ducale di Mantova, di aver fatto edificare il palazzo di Marmirolo e di aver fatto erigere in città il campanile di Sant' Andrea, la chiesa di Santa Paola e la chiesa di Santa Croce. Ospitò alla sua corte valenti pittori e scultori, tra i quali Jacopino da Tradate.
Nel 1423 invitò a Mantova Vittorino da Feltre come precettore dei suoi figli e qui fondò la Ca' Zoiosa, celebre scuola umanistica.
Alla sua morte, avvenuta nel 1444, si ebbe la prima divisione dello stato mantovano tra i quattro figli maschi. Venne sepolto nella chiesa di San Francesco a Mantova.

## Discendenza
Gianfrancesco ebbe da Paola Malatesta otto figli:
- Ludovico (1412 – 1478), detto il Turco, divenne II marchese di Mantova dal 1444;
- Carlo (1417 - 1456), signore di Luzzara, Sabbioneta, Bozzolo, San Martino dall'Argine, Gazzuolo, Viadana, Suzzara, Gonzaga, Reggiolo, Isola Dovarese e Rivarolo, sposo di Lucia d'Este;
- Margherita (1418-1439), divenuta marchesa di Ferrara sposando Leonello d'Este;
- Rodolfo (1420-poco dopo)[15]
- Gianlucido (1421 – 1448), studente di diritto a Pavia e protonotario apostolico. Alla morte del padre ereditò le terre di Volta, Cavriana, Ceresara, San Martino Gusnago, Piubega, Rodigo e Castellaro;
- Federico Giovan Francesco (1422-poco dopo)[16];
- Cecilia (1426–1451) monaca nel monastero di Santa Lucia a Mantova;
- Alessandro (1427-1466), signore di Castel Goffredo, Medole, Castiglione delle Stiviere, Solferino, Ostiano, Canneto, Redondesco, Guidizzolo, Volongo, Casalromano, Rocca di Mariana.[17] Sposò Agnese da Montefeltro.

Ebbe inoltre tre figli illegittimi:
- Guglielmo (?-1446);
- Lucia Gonzaga;
- Leonella Gonzaga, monaca nel monastero del Corpus Domini in Mantova.[18]

## Ascendenza
|                       |                      |                        | Genitori                |  |  | Nonni |  |  | Bisnonni      |  |  | Trisnonni       |  |
|                       |                      |                        |                         |  |  |       |  |  | Guido Gonzaga |  |  | Luigi I Gonzaga |  |
|                       |                      |                        |                         |  |  |       |  |  | Guido Gonzaga |  |  | Luigi I Gonzaga |  |
|                       |                      | Richilda Ramberti      |                         |  |  |       |  |  | Guido Gonzaga |  |  |                 |  |
| Ludovico I Gonzaga    |                      |                        |                         |  |  |       |  |  | Guido Gonzaga |  |  |                 |  |
|                       |                      | Beatrice di Bar        | Edoardo I di Bar        |  |  |       |  |  |               |  |  |                 |  |
|                       |                      | Beatrice di Bar        | Edoardo I di Bar        |  |  |       |  |  |               |  |  |                 |  |
|                       |                      | Beatrice di Bar        | Maria di Borgogna       |  |  |       |  |  |               |  |  |                 |  |
| Francesco I Gonzaga   |                      | Beatrice di Bar        |                         |  |  |       |  |  |               |  |  |                 |  |
|                       |                      | Obizzo III d'Este      | Aldobrandino II d'Este  |  |  |       |  |  |               |  |  |                 |  |
|                       |                      | Obizzo III d'Este      | Aldobrandino II d'Este  |  |  |       |  |  |               |  |  |                 |  |
|                       |                      | Obizzo III d'Este      | Alda Rangoni            |  |  |       |  |  |               |  |  |                 |  |
| Alda d'Este           |                      | Obizzo III d'Este      |                         |  |  |       |  |  |               |  |  |                 |  |
|                       |                      | Lippa Ariosto          | Iacopo Ariosti          |  |  |       |  |  |               |  |  |                 |  |
|                       |                      | Lippa Ariosto          | Iacopo Ariosti          |  |  |       |  |  |               |  |  |                 |  |
|                       |                      | Lippa Ariosto          | …                       |  |  |       |  |  |               |  |  |                 |  |
| Gianfrancesco Gonzaga |                      | Lippa Ariosto          |                         |  |  |       |  |  |               |  |  |                 |  |
|                       | Pandolfo I Malatesta | Malatesta da Verucchio |                         |  |  |       |  |  |               |  |  |                 |  |
|                       | Pandolfo I Malatesta | Malatesta da Verucchio |                         |  |  |       |  |  |               |  |  |                 |  |
|                       | Pandolfo I Malatesta | Margherita Paltenieri  |                         |  |  |       |  |  |               |  |  |                 |  |
| Galeotto I Malatesta  | Pandolfo I Malatesta |                        |                         |  |  |       |  |  |               |  |  |                 |  |
|                       |                      | Taddea da Rimini       | …                       |  |  |       |  |  |               |  |  |                 |  |
|                       |                      | Taddea da Rimini       | …                       |  |  |       |  |  |               |  |  |                 |  |
|                       |                      | Taddea da Rimini       | …                       |  |  |       |  |  |               |  |  |                 |  |
| Margherita Malatesta  |                      | Taddea da Rimini       |                         |  |  |       |  |  |               |  |  |                 |  |
|                       |                      | Rodolfo II da Varano   | Berardo II da Varano    |  |  |       |  |  |               |  |  |                 |  |
|                       |                      | Rodolfo II da Varano   | Berardo II da Varano    |  |  |       |  |  |               |  |  |                 |  |
|                       |                      | Rodolfo II da Varano   | Bellafiore di Brunforte |  |  |       |  |  |               |  |  |                 |  |
| Gentile da Varano     |                      | Rodolfo II da Varano   |                         |  |  |       |  |  |               |  |  |                 |  |
|                       |                      | Camilla Chiavelli      | Finuccio Chiavelli      |  |  |       |  |  |               |  |  |                 |  |
|                       |                      | Camilla Chiavelli      | Finuccio Chiavelli      |  |  |       |  |  |               |  |  |                 |  |
|                       |                      | Camilla Chiavelli      | …                       |  |  |       |  |  |               |  |  |                 |  |
|                       |                      | Camilla Chiavelli      |                         |  |  |       |  |  |               |  |  |                 |  |